# 和泉 (杉並区)
和泉（いずみ）は、東京都杉並区の地名。住居表示実施済み。現行行政地名は和泉一丁目から和泉四丁目。郵便番号は168-0063（集配局 : 杉並南郵便局）。

## 地理
区南部に位置する。東で環七通りを境として方南、南で甲州街道を境として世田谷区松原・世田谷区大原、西で井の頭通りを境として永福、北で方南通りを境として大宮・堀ノ内と隣接する。
甲州街道と環七が通過し、交通用の多い大原交差点が存在する。2つの小学校、1つの中学校、2つの私立高校（日本大学鶴ヶ丘高等学校、専修大学附属高等学校）がある。地域内の多くは住宅地である。当地域の名を付した明治大学和泉校舎は、旧地名時に採った名前であり、現在では西隣の永福に当たる。

### 河川

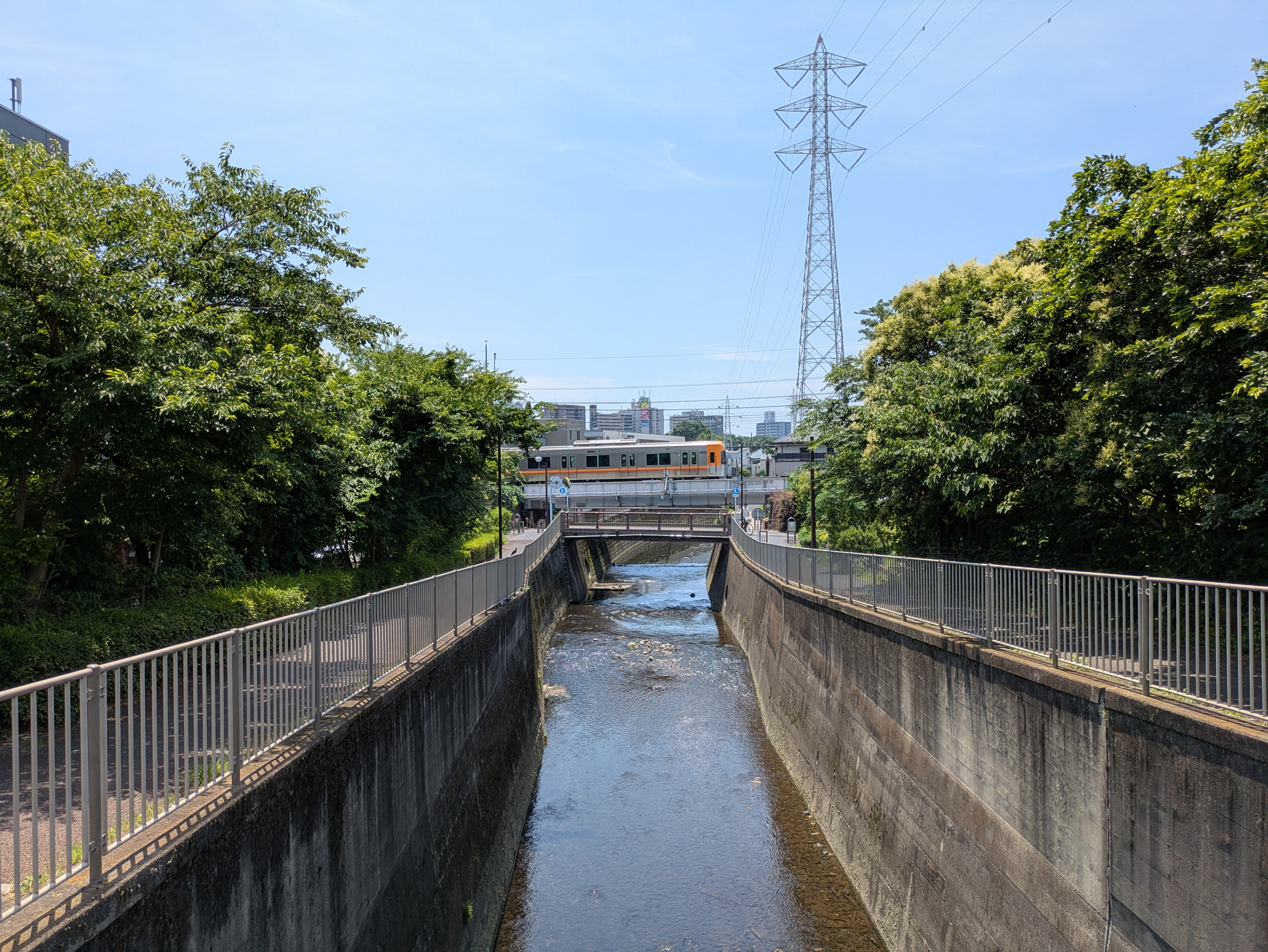
神田川（杉並区和泉）（2025年6月）

- 神田川

### 地価
住宅地の地価は、2025年（令和7年）1月1日の公示地価によれば、和泉1-28-16の地点で59万9000円/m2、和泉4-45-28の地点で63万8000円/m2となっている。

## 歴史
江戸時代には「和泉村」といわれた。明治時代に「和田堀内村大字和泉」となり、1932年（昭和7年）に杉並区が誕生した際、「和泉町」となった。

### 地名の由来
和泉の名の由来は、「どんな日照りでも枯れることがなかった。」といわれた泉に由来する（現在は枯れている）。

## 世帯数と人口
2025年（令和7年）3月1日現在（杉並区発表）の世帯数と人口は以下の通りである。
| 丁目       | 世帯数     | 人口     |
| ---------- | ---------- | -------- |
| 和泉一丁目 | 4,007世帯  | 5,841人  |
| 和泉二丁目 | 4,350世帯  | 7,445人  |
| 和泉三丁目 | 3,826世帯  | 6,535人  |
| 和泉四丁目 | 4,850世帯  | 8,486人  |
| 計         | 17,033世帯 | 28,307人 |

### 人口の変遷
国勢調査による人口の推移。
| 年                 | 人口   |
| ------------------ | ------ |
| 1995年（平成7年）  | 26,253 |
| 2000年（平成12年） | 26,269 |
| 2005年（平成17年） | 26,118 |
| 2010年（平成22年） | 27,081 |
| 2015年（平成27年） | 27,682 |
| 2020年（令和2年）  | 29,657 |

### 世帯数の変遷
国勢調査による世帯数の推移。
| 年                 | 世帯数 |
| ------------------ | ------ |
| 1995年（平成7年）  | 12,703 |
| 2000年（平成12年） | 13,706 |
| 2005年（平成17年） | 14,267 |
| 2010年（平成22年） | 15,428 |
| 2015年（平成27年） | 15,795 |
| 2020年（令和2年）  | 17,440 |

## 学区
区立小・中学校に通う場合、学区は以下の通りとなる（2021年4月時点）。
| 丁目       | 番地                             | 小学校                 | 中学校             |
| ---------- | -------------------------------- | ---------------------- | ------------------ |
| 和泉一丁目 | 21〜22番、31～33番 35～40番      | 杉並区立方南小学校     | 杉並区立泉南中学校 |
| 和泉一丁目 | 1〜20番、23〜30番 34番、41〜55番 | 杉並区立新泉和泉小学校 | 杉並区立和泉中学校 |
| 和泉二丁目 | 全域                             | 杉並区立新泉和泉小学校 | 杉並区立和泉中学校 |
| 和泉三丁目 | 1～22番                          | 杉並区立新泉和泉小学校 | 杉並区立和泉中学校 |
| 和泉三丁目 | 23〜63番                         | 杉並区立大宮小学校     | 杉並区立大宮中学校 |
| 和泉四丁目 | 16〜17番、46番                   | 杉並区立大宮小学校     | 杉並区立大宮中学校 |
| 和泉四丁目 | 41～45番、47～51番               | 杉並区立大宮小学校     | 杉並区立泉南中学校 |
| 和泉四丁目 | 1〜2番、25～30番 36～40番        | 杉並区立方南小学校     | 杉並区立泉南中学校 |
| 和泉四丁目 | 3〜15番、18〜24番 31〜35番       | 杉並区立新泉和泉小学校 | 杉並区立和泉中学校 |

## 産業

### 事業所
2021年（令和3年）現在の経済センサス調査による事業所数と従業員数は以下の通りである。
| 丁目       | 事業所数  | 従業員数 |
| ---------- | --------- | -------- |
| 和泉一丁目 | 182事業所 | 2,434人  |
| 和泉二丁目 | 145事業所 | 2,353人  |
| 和泉三丁目 | 263事業所 | 1,836人  |
| 和泉四丁目 | 152事業所 | 1,249人  |
| 計         | 742事業所 | 7,872人  |

### 事業者数の変遷
経済センサスによる事業所数の推移。
| 年                 | 事業者数 |
| ------------------ | -------- |
| 2016年（平成28年） | 732      |
| 2021年（令和3年）  | 742      |

### 従業員数の変遷
経済センサスによる従業員数の推移。
| 年                 | 従業員数 |
| ------------------ | -------- |
| 2016年（平成28年） | 6,965    |
| 2021年（令和3年）  | 7,872    |

## 交通

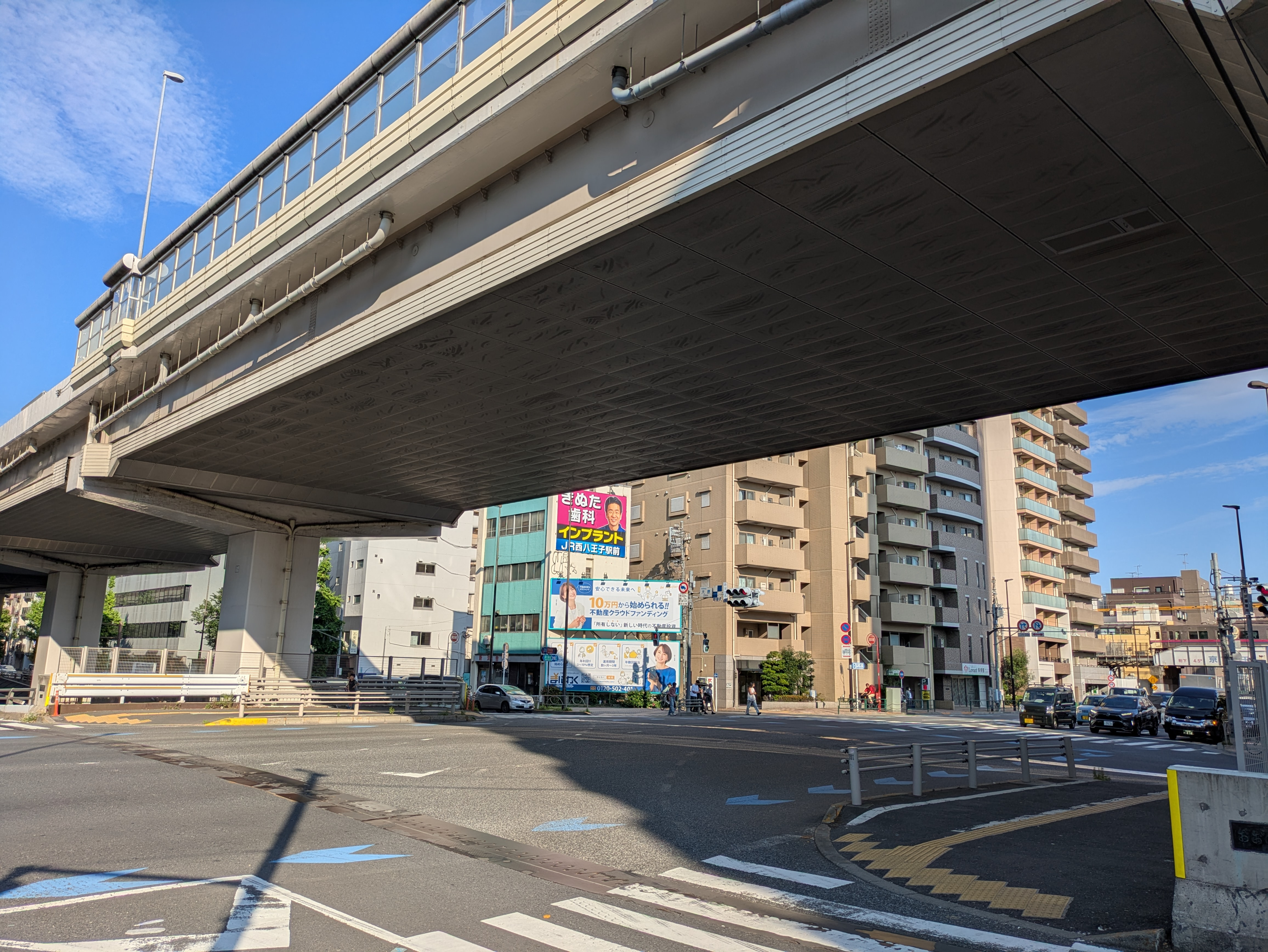
大原交差点(2025年6月)

### 鉄道
| 隣接する街区の駅                                                                             |
| -------------------------------------------------------------------------------------------- |
| 東京メトロ丸ノ内線 - 方南町駅(Mb 03) 京王線 - 代田橋駅(KO 05) 京王井の頭線 - 永福町駅(IN 10) |

### 道路
- 井ノ頭通り
- 甲州街道
- 方南通り
- 環七通り

なお、地域の南東端の環七通りと甲州街道の交差点は、大原交差点と呼ばれ、道路交通情報の番組でよく言及される交通の要所。
同交差点では2021年（令和3年）に29件の人身事故が発生。全国ワースト1を記録した。

## 施設

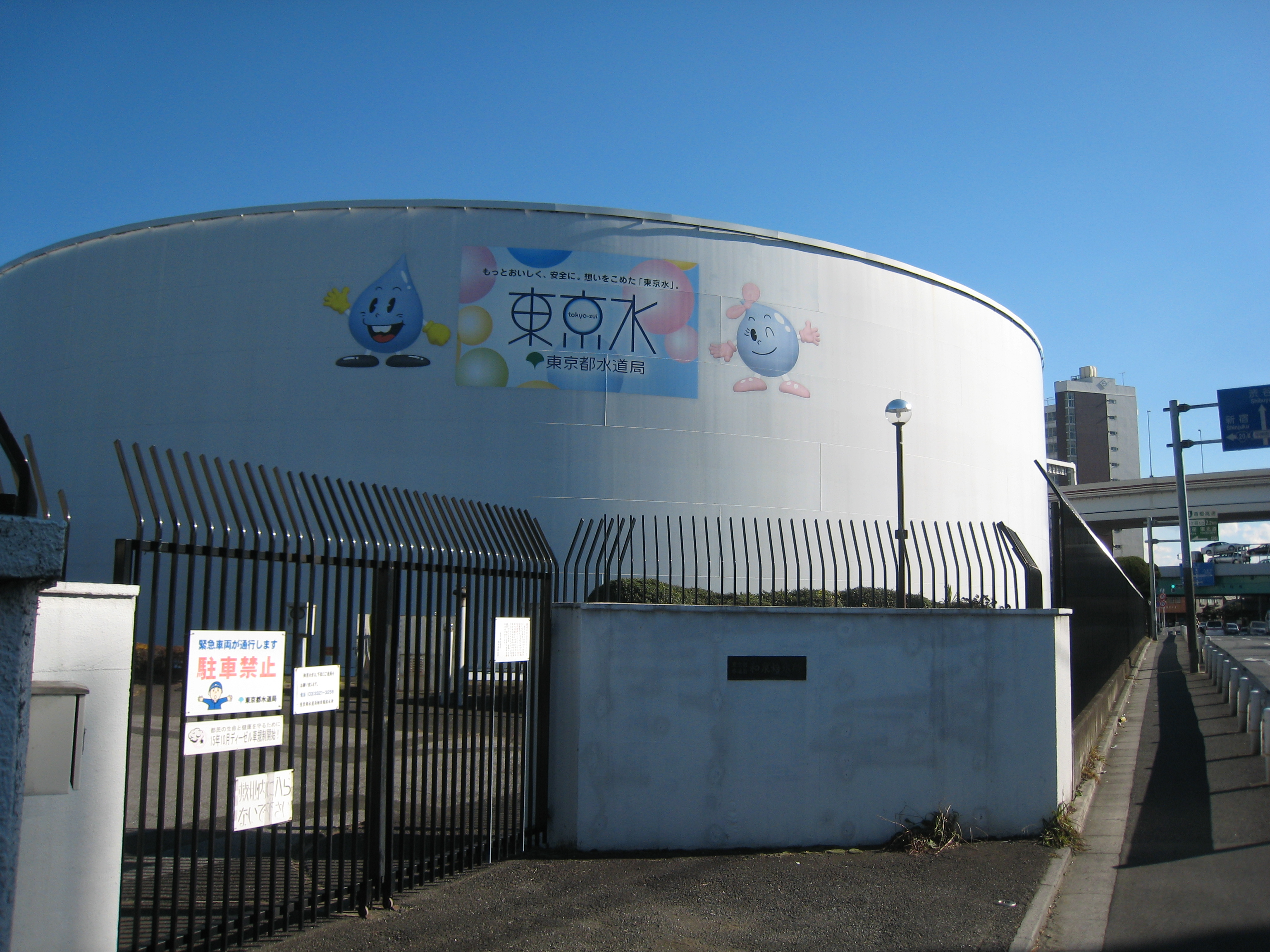
東京都水道局和泉水圧調整所（2009年）

- 東京都水道局和泉水圧調整所 - かつて、玉川上水と淀橋浄水場への新水路がここで分水された。

### 商店街
- 和泉明店街 - 杉並には元々伊波普猷や仲原善忠といった沖縄県の人々が多く居住していた歴史があり、その経緯の元で2005年に杉並区の街づくり事業で誕生した商店街である。那覇市の栄町市場と似た雰囲気を持つ「大都市場」が街の中心に配さる。約70店舗、総延長380mにわたって商店街が連続する東京の「沖縄タウン」である。京王線代田橋駅から甲州街道を渡って徒歩5分[18]。

### 寺社
- 和泉熊野神社 - 730年の歴史がある。境内には徳川家光が植えたとされる松の木が植えられている。
- 貴船神社 - 熊野神社の隣にある。和泉の名の由来となった泉があるが、現在は枯れており水は出ていない。また小さな社がある。
- 龍光寺